# Today Was a Fairytale
"Today Was a Fairytale" é uma canção escrita e gravada pela cantora e compositora estadunidense Taylor Swift. Produzida por Swift e Nathan Chapman, foi lançada em 19 de janeiro de 2010 pela Big Machine Records, como single da trilha sonora do longa-metragem Valentine's Day, no qual Swift atuou. Swift havia escrito a canção e a ofereceu aos produtores do filme. Musicalmente, "Today Was a Fairytale" tem influência country pop e, liricamente, fala de um encontro mágico.
A canção teve uma recepção positiva por parte dos críticos contemporâneos, alguns que a consideraram a melhor canção da trilha sonora, além ter um sucesso comercial, chegando ao top dez em três países. No Canadá, "Today Was a Fairytale" tornou-se a primeira canção número um de Swift, e estreou na segunda posição da Billboard Hot 100 nos Estados Unidos. Swift divulgou "Today Was a Fairytale" em vários locais e a incluiu no repertório da Fearless Tour, em 2010.

## Antecedentes
Swift escreveu "Today Was a Fairytale" no verão de 2008, e a canção ficou guardada por um tempo. Depois de ser escalada para o elenco do filme Valentine's Day, como Felicia Miller, Swift ofereceu a canção aos produtores da película para a trilha sonora, pois pensava que não se encaixaria no seu próximo álbum de estúdio. "Quando surgiu a oportunidade no filme, pensei: 'Acredito que isto é perfeito para a trilha sonora'. Espero que seja perfeito para a trilha sonora", disse Swift ao The Tennessean. "Today Was a Fairytale" foi lançada exclusivamente como single da trilha sonora de Valentine's Day, em 22 de janeiro de 2010, através da iTunes Store, além de ser relançada em 15 de fevereiro de 2011.

## Composição
|                                                    | "Today Was a Fairytale" (2010) "Today Was Fairytale", de Taylor Swift, é uma canção pop, sobre um encontro mágico. |
| Problemas para escutar este arquivo? Veja a ajuda. | |

"Today Was a Fairytale" tem duração de quatro minutos e dois segundos. É definida em tempo comum com um ritmo de power ballad de 80 batidas por minuto. Jody Rosen e Jonas Weiner, da revista Slate, notaram que, embora Swift canta tipicamente country pop, "com a possível exceção daquele violão acústico" na introdução de "Today Was a Fairytale", não demostra nenhum aspecto da música country, nem em seus vocais ou instrumentais. Melanie Bertoldi, da Billboard, acreditava que os vocais de Swift mostram uma nova maturidade: "há duas versões diferentes da introdução da canção: a primeira tem muito mais produção eletrônica, enquanto a segunda é apenas acompanhada por um violão acústico".
A letra da canção descreve um encontro mágico, como muitas outras das canções de Swift, a letra retrata em versos, imagens de princesa, como: "Hoje foi um conto de fadas / Você era o príncipe / E eu era a donzela em apuros". Bertoldi disse que a sua letra era "movida mais por uma emoção arrebatadora do que retratações específicas, voltadas para a juventude". Ocasionalmente, Swift interrompe a narração do conto de fadas com detalhes do mundo moderno e real, como a hora em que chega seu acompanhante ou a cor de sua roupa.

## Recepção da crítica
A canção recebeu críticas positivas por parte dos críticos contemporâneos, Melanie Bertoldi, da Billboard, comparou a letra da canção com os trabalhos anteriores da intérprete, "You Belong with Me" e "Fifteen". Leah Greenblatt, do Entertainment Weekly, disse que Swift familiarizou-se nas letras de "Love Story" e "You Belong with Me", para compor "Today Was a Fairytale". Uma crítica não credenciada da revista People, disse que a obra é a principal faixa da trilha sonora de Valentine's Day. Brittany Talarico, da revista britânica OK!, chamou os refrões da faixa de "cativantes" e descreveu o sentimento geral como "doce". Andrew Leahey, da AllMusic, falou que houve uma atenção especial para às faixas de Swift na trilha sonora, particularmente nesta. Jody Rosen, da Slate, destacou o imaginário de "Today Was a Fairytale". Jonah Weiner, também da Slate, escreveu: "Esta canção é uma combinação divertida: algumas de suas composições mais limitadas até hoje".

## Apresentações ao vivo

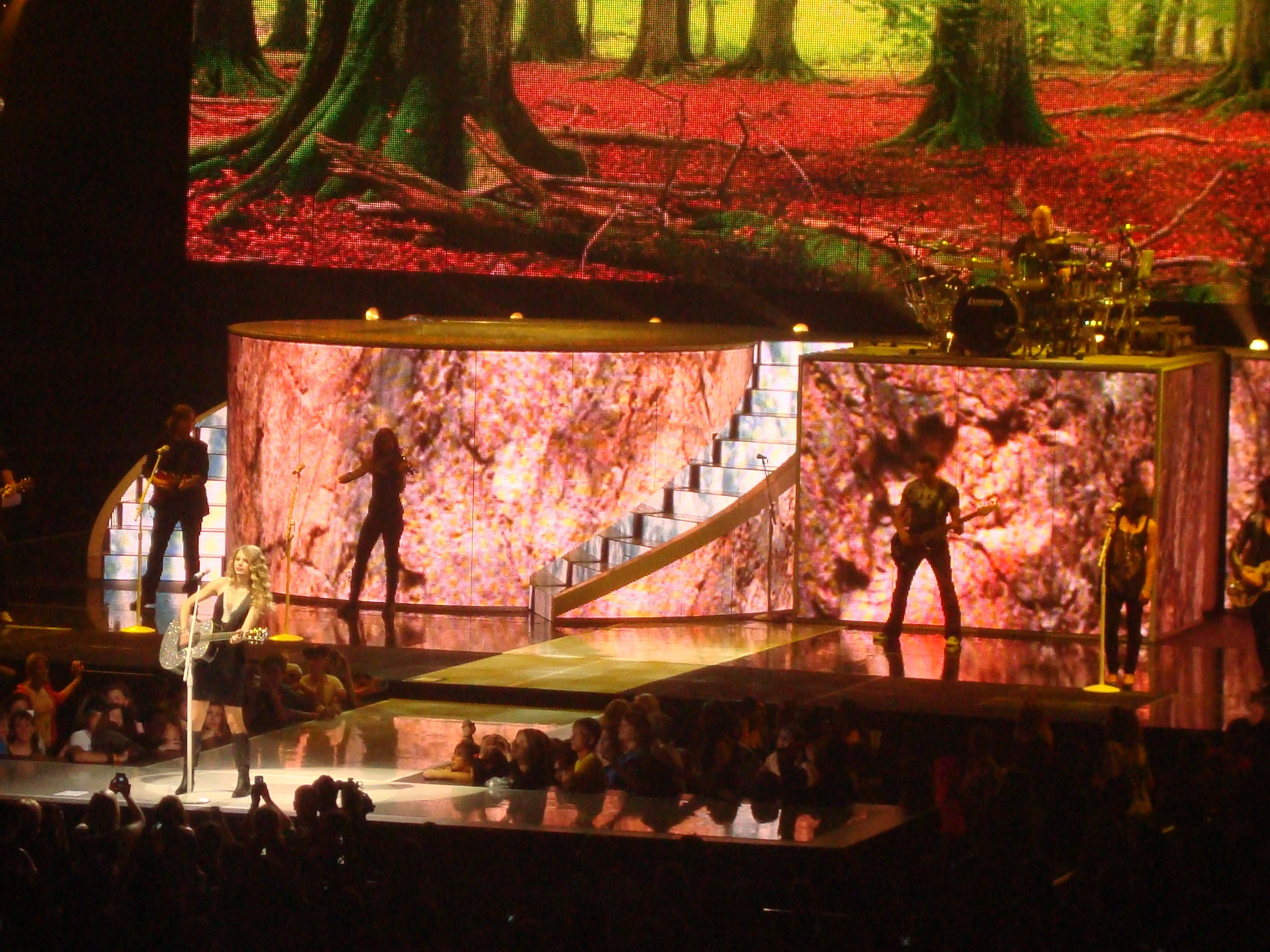
Swift apresentando "Today Was a Fairytale", na Fearless Tour.

Swift apresentou "Today Was a Fairytale" em um medley no Grammy Awards de 2010, vestindo uma blusa branca e jeans skinny preto, com um violão amarrado ao ombro. Após ter cantado a canção, a intérprete chamou Stevie Nicks ao palco. Eric Ditzian, da MTV News, ficou decepcionado com os vocais de Swift e Nicks, mas disse que os dois "formam uma bela dupla". Os vocais da cantora na apresentação, obteve críticas negativas, o que levou Scott Borchetta, diretor-executivo da Big Machine Records, a emitir uma nota defendendo a performance.
Na Fearless Tour, Swift incluiu "Today Was a Fairytale" no repertório da turnê, durante as apresentações, foi a penúltima de cada concerto, com a artista vestida de preto com botas de couro. No concerto de 22 de maio de 2010, no Air Canada Centre em Toronto, Ontário, Canadá, Jane Stevenson, do The Toronto Sun, disse que Swift vestindo uma camisa do Toronto Maple Leafs não prejudicou a sua popularidade em Toronto, uma cidade louca por hóquei. Molly Trust, da Billboard, afirmou que a apresentação na turnê no dia 5 de junho de 2010, no Gillette Stadium em Foxborough, Massachusetts, deu uma sensação de uma cidade natal.

## Faixas e formatos
- Download digital[3]

1. "Today Was a Fairytale" – 4:02

- CD single alemão[21]

1. "Today Was a Fairytale" – 4:02

## Desempenho comercial
"Today Was a Fairytale" estreou na segunda posição da Billboard Hot 100, em 6 de fevereiro de 2010, atrás de "Tik Tok", da Kesha. O seu bom desempenho na tabela musical, deu-se pelas 325 mil unidades vendidas digitalmente em sua primeira semana de lançamento. Swift quebrou o recorde de download mais vendido por uma cantora, até então, o recorde era de "Womanizer", de Britney Spears. Na semana seguinte, a canção caiu para a 22.ª posição na Billboard Hot 100, passando um total de dezoito semanas na tabela. Nos Estados Unidos, conseguiu atingir o número um, no gráfico Digital Songs, a 41.ª colocação no Hot Country Songs, e a vigésima no Mainstream Top 40. Recebeu um "disco de platina" pela Recording Industry Association of America (RIAA), pelos mais de um milhão de downloads. Até novembro de 2014, "Today Was a Fairytale" já vendeu 1,6 milhões de downloads digitais em território estadunidense. Estreou no primeiro lugar na Canadian Hot 100, do Canadá, tornando-se o primeiro single de Swift a conquistar tal feito.
A canção estreou no número seis na Australian Singles Chart em 21 de fevereiro de 2010, na semana seguinte, subiu para terceira posição, passando um total doze semanas na tabela. "Today Was a Fairytale" recebeu um disco de platina pela Australian Recording Industry Association (ARIA), por seus 70 mil downloads pagos. Na Nova Zelândia, a canção debutou na 23.ª posição, enquanto, no Japão, atingiu a 63.ª colocação na Japan Hot 100.

### Posições nas tabelas musicais
| Tabela musical (2010)                         | Melhor posição |
| --------------------------------------------- | -------------- |
| Austrália (ARIA)                              | 3              |
| Canadá (Canadian Hot 100)                     | 1              |
| Canadá (Billboard AC)                         | 45             |
| Canadá (Billboard CHR/Top 40)                 | 38             |
| Canadá (Billboard Hot AC)                     | 36             |
| Escócia (Official Charts Company)             | 46             |
| Estados Unidos (Billboard Adult Contemporary) | 21             |
| Estados Unidos (Billboard Adult Pop Songs)    | 21             |
| Estados Unidos (Billboard Hot 100)            | 2              |
| Estados Unidos (Billboard Country Songs)      | 41             |
| Estados Unidos (Billboard Pop Songs)          | 20             |
| Irlanda (IRMA)                                | 41             |
| Japão (Billboard Japan Hot 100)               | 63             |
| Nova Zelândia (NZ Top 10 Heatseekers)         | 29             |
| Reino Unido (UK Singles Chart)                | 57             |

| Tabela musical (2010)              | Melhor posição |
| ---------------------------------- | -------------- |
| Austrália (ARIA)                   | 72             |
| Estados Unidos (Billboard Hot 100) | 84             |

### Certificações e vendas
| Região                                         | Certificação | Vendas    |
| ---------------------------------------------- | ------------ | --------- |
| Austrália (ARIA)                               | Platina      | 70,000^   |
| Estados Unidos (RIAA)                          | Platina      | 1,600,000 |
| ^distribuições baseadas apenas na certificação |              |           |

## Histórico de lançamento
| País           | Data                  | Formato(s)       | Gravadora   |
| -------------- | --------------------- | ---------------- | ----------- |
| Estados Unidos | 19 de janeiro de 2010 | Download digital | Big Machine |

## Today Was a Fairytale (Taylor's Version)
Em 11 de fevereiro de 2021, Swift anunciou no programa de televisão Good Morning America que uma versão regravada de "Today Was a Fairytale", intitulada "Today Was a Fairytale (Taylor's Version)", seria lançada em 9 de abril de 2021 como a primeira faixa de Fearless (Taylor's Version), a versão regravada de Fearless.